# Серід
Сері́д Палести́нський або Га́зький (2-га пол. V століття — бл. 543) — ігумен великого гуртожиткового монастиря неподалік Гази, де прославився подвижництвом .

## Життєпис
За походженням — грек (можливо сирієць).
Про авву Серіда йдеться в оповіді, вміщеній у листах святих Варсонофія та Івана. В ній прославляються серед інших чернечих чеснот авви Серіда його повний послух преподобному Варсонофію, його дар розбиратися в людях, терпіння і непохитність.

## Дні пам'яті
13 серпня та субота сирна – Собор усіх преподобних отців.